# Cristofano Allori

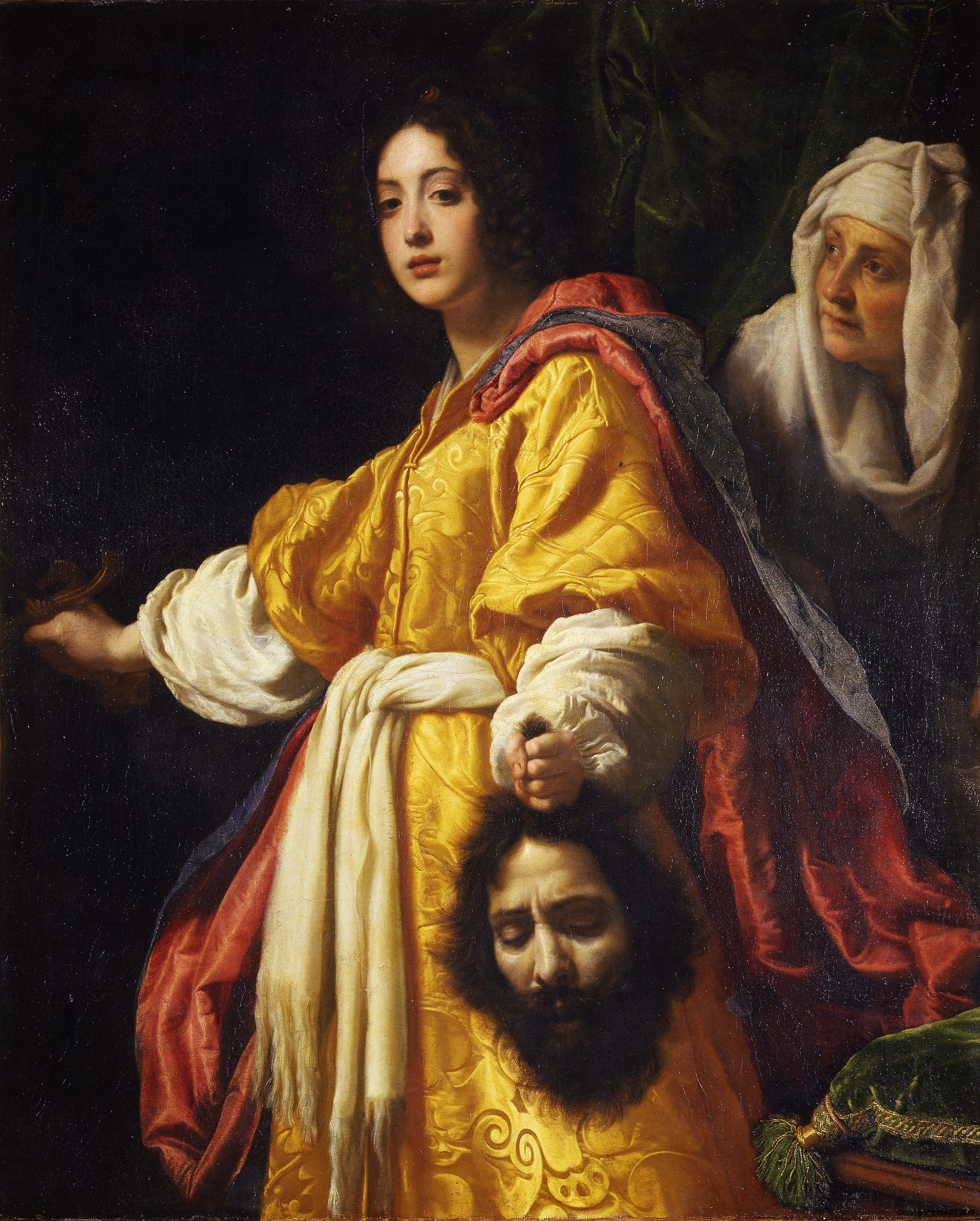
Giuditta con la testa di Oloferne, 1612 circa, Galleria Palatina, Firenze

Cristofano Allori (Firenze, 17 ottobre 1577 – Firenze, 1º aprile 1621) è stato un pittore italiano, figlio di Alessandro Allori.

## Biografia
Cristofano Allori nacque a Firenze da Maria e dal pittore Alessandro di Cristofano Allori, allievo e pupillo del noto Agnolo di Cosimo, detto il Bronzino, appellativo che egli aveva ereditato dal maestro e che trasmetterà anche al figlio. Alessandro, che dopo la morte del Bronzino (1572) e del Vasari (1574) poteva vantarsi di essere tra i primi pittori di Firenze e di godere di grande considerazione a corte, lo prese molto presto nella sua bottega, tanto che già nel 1590 Cristofano firmava la sua prima tela, un acerbo Ritratto del conte Ugo di Toscana. Nella bottega assimilò il disegno paterno, si dedicò a copiare le tele di Raffaello e di fra Bartolomeo, a studiare le opere del Bronzino e del Ligozzi, impegnandosi nel ritratto: quello di Francesco e Caterina de' Medici è del 1596.
Cristofano, che guardava agli esempi del Cigoli e di Santi di Tito, con gli anni e con il mutare del gusto che esigeva ora un tratto e un colorito più morbido, si mostrava insoddisfatto della maniera michelangiolesca e delle fredde colorazioni del padre, che prese a male quelle sue critiche che parevano screditarlo; da parte sua, Cristofano «era solito rispondere a chi gliene parlava, che suo padre nell'arte della pittura era eretico», sicché, in un giorno del 1600, se ne andò a dipingere nella bottega di Gregorio Pagani, esponente della scuola fiorentina del tardo manierismo, che cercava di unire il ricco colore dei veneziani con l'attenzione al disegno tipica dei fiorentini.
Il Beato Manetto che risana uno storpio muto è il primo frutto della sua attività indipendente dal padre - raffigurato, secondo il Baldinucci, nella figura del Manetto, «canuto vecchio con piccola barba» - e, benché uscito dalla bottega del Pagani, «il quadro non offre che tenui tracce dello stile di Gregorio: le parti essenziali, come l'andamento compositivo e la materia pittorica densa e intrisa di luce, dimostrano il ruolo decisivo e tradizionalmente riconosciuto che il Cigoli ebbe in questa prima maturazione di Cristofano» senza dimenticare la «severità concentrata» dei volti, tipica del Passignano.
Le sue opere si distinguono per la loro stretta aderenza alla natura e per la delicatezza e la perfezione tecnica della loro esecuzione. La sua abilità tecnica è dimostrata dal fatto che alcune copie di dipinti del Correggio sembrano essere stati realizzati proprio dal Correggio stesso. L'estrema cura dei particolari ha limitato il numero delle sue opere, molte delle quali si trovano a Firenze.
Il suo capolavoro è probabilmente la Giuditta con la testa di Oloferne. Esiste in tre versioni: una a Palazzo Pitti a Firenze, la seconda nella Queen's Gallery di Londra e una terza al Kunsthistorisches Museum di Vienna. Modello per Giuditta fu la sua amante, Maria di Giovanni Mazzafirri detta Mazzafirra, cortigiana di celebre bellezza. È rappresentata anche nella Maddalena e in un ritratto che si trova al museo d'Arte e di Storia di Ginevra.
La testa di Oloferne è considerata un autoritratto dell'Allori che per la bella Mazzafirra perse, metaforicamente, la testa.

### Nella letteratura italiana
Alla tela di Allori che ritrae Giuditta e Oloferne fa ripetutamente riferimento lo scrittore Michele Mari nel suo romanzo Rondini sul filo (1999).

## Opere
- Ritratto del conte Ugo di Toscana, o/tl, 150 x 183 cm, Uffizi, Firenze 1590
- Il beato Manetto risana uno storpio muto, o/tl, 193 x 139 cm, Chiesa della SS Annunziata, Firenze
- San Francesco in preghiera, o/tl, 144 x 112 cm, Galleria Borghese, Roma
- Ritratto di giovane, o/tl, 51 x 39,5 cm, Bowdoin College Museum of Art, Brunswick, Maine
- Giuditta con la testa di Oloferne, bozzetto, o/tl, 139 x 116 cm, Galleria Palatina, Firenze
- La Cena in Emmaus, o/tl, 54 x 39 cm, Galleria Palatina, Firenze
- Davide e Golia, bozzetto, o/tl, 48 x 37 cm, Uffizi, Firenze
- La Vergine dà il rosario a san Domenico, o/rame, 56 x 36 cm, Uffizi, Firenze
- Santa Maria Maddalena nel deserto, o/rame, 29,6 x 43 cm, Galleria Palatina, Firenze
- Madonna col Bambino, o/rame, 14,5 x 12,5 cm, Galleria Palatina, Firenze
- Madonna col Bambino, bozzetto, o/tv, 20,5 x 15,8 cm, Uffizi, Firenze
- Autoritratto, o/tl, 53,3 x 40,3 cm, Uffizi, Firenze
- Santa Maria Maddalena penitente, o/tl, 145 x 91 cm, Galleria Palatina, Firenze
- Ritratto di Giulia Gonzaga, o/tv, 143.5 x 108.5 cm, Galleria Palatina, Firenze
- Ritratto di Maddalena d'Austria, moglie di Cosimo II, o/tl, 204 x 114 cm, Uffizi, Firenze
- Ritratto di Maddalena d'Austria, moglie di Cosimo II, o/tl, 63 x 49 cm, Galleria Palatina, Firenze
- Ritratto virile, o/latta, 67 x 51 cm, Uffizi, Firenze
- Ritratto di giovane, o/latta, 4,3 x 3,5 cm, Uffizi, Firenze
- Ritratto di Cosimo II, o/tl, 66 x 55 cm, Museo della Natura Morta, Poggio a Caiano
- Resurrezione, bozzetto, o/tl, 86 x 52 cm, Uffizi, Firenze
- Susanna e i vecchioni, bozzetto, o/tv/tl, 49 x 34,4 cm, Uffizi, Firenze
- Il martirio di santo Stefano, bozzetto, o/tl, 78 x 63 cm, Uffizi, Firenze
- Adorazione dei Magi, o/tl, 337 x 220 cm, Galleria Palatina, Firenze
- San Francesco, o/tl, 199 x 145 cm, Galleria Palatina, Firenze
- Ritratto di donna, o/rame, 7,1 x 5,3 cm, Uffizi, Firenze
- Ritratto di Cosimo II, o/rame, 5,4 x 4,2 cm, Uffizi, Firenze
- Ritratto virile, o/rame, 4,3 x 5,6 cm, Uffizi, Firenze
- Ritratto virile, o/rame, 4,8 x 6,2 cm, Uffizi, Firenze
- Ritratto di donna, o/stagno, 5,5 x 6,9 cm, Uffizi, Firenze